# François Pierre Chauvel
Pour les articles homonymes, voir Chauvel.
François Pierre Chauvel, né le 22 décembre 1766 à Honfleur dans l'ancienne province de Normandie du Royaume de France (actuel département du Calvados) et mort le 17 juin 1838 à Darvoy (Loiret), est un général français de la Révolution et de l’Empire.

## États de service
Il entre au service le 14 juillet 1781. Sergent-major en 1789 et sous-lieutenant des grenadiers le 19 avril 1792, il fait en cette qualité, les campagnes de 1792 et 1793 aux armées du Nord et du Centre. Lieutenant le 27 pluviôse an II et capitaine peu de jours après, il est blessé à Fleurus le 26 juin 1794, et nommé chef de bataillon sur le champ de bataille.
Depuis, il se signale surtout au passage du Rhin le 14 messidor an IV et en l'an VII, à la bataille de Berghem, où à la tête d'un bataillon du 49e de ligne, il enlève 3 drapeaux et 4 pièces de canon aux Russes et fait prisonnier le général en chef Hermann, ainsi que son état-major, puis à Castricum, à Nuremberg, à Austerlitz, où il reçoit les épaulettes de colonel sur le champ de bataille, à Iéna, à Friedland, où il est nommé officier de la Légion d'honneur, au passage du Tage et à la prise de Talaveira.
Ces deux faits d'armes lui valent le grade de général de brigade le 10 mars 1809. Il se couvre de gloire à la bataille d'Ocaña, où il a deux aides-de-camp renversés à ses côtés, puis au combat meurtrier de Bion-Venida, et enfin pendant toute la campagne de Russie.
Le 5 novembre 1814, le roi le fait chevalier de Saint-Louis. Il commande en août 1815, le département de la Haute-Vienne, et est mis à la retraite peu de temps après. Il a reçu cinq blessures et assisté à 125 batailles ou grands combats et à quatre sièges.
Il meurt le 17 juin 1838 à Darvoy, petite commune du Loiret où il s'était retiré et dont il était devenu le maire.

## Distinctions
François Pierre Chauvel est élevé au grade de Chevalier de la Légion d'honneur le 25 mars 1804, puis d'officier de la Légion d'honneur le 14 mai 1807 et de commandeur de la Légion d'honneur le 17 décembre 1809. 
Il est par ailleurs élevé au rang de Chevalier de l'ordre royal et militaire de Saint-Louis.

## Armoiries
| Figure | Blasonnement |
|        | Armes du baron Chauvel et de l'Empire (décret du 19 mars 1808, lettres patentes du 20 juillet 1808 (Bayonne)) D'azur, au chien courant d'argent, accolé et bouclé d'or, accompagné en chef à dextre d'un casque du même; quartier des barons militaires. Livrées : bleu, rouge, et jaune. |